# Rio Rancho
Rio Rancho är en stad (city) i Sandoval County och Bernalillo County i delstaten New Mexico i USA. Staden hade 104 046 invånare, på en yta av 268,38 km² (2020).
Staden är belägen i den centrala delen av delstaten, cirka 80 kilometer sydväst om huvudstaden Santa Fe. Den utgör en del av Albuquerques storstadsområde.

## Demografi
Vid folkräkningen 2020 hade Rio Rancho 104 046 invånare och 35 765 hushåll, vilket gör den till delstatens tredje största stad. Befolkningstätheten var 389 invånare per kvadratkilometer. Av befolkningen var 60,20 % vita, 2,90 % svarta/afroamerikaner, 4,21 % ursprungsamerikaner, 2,13 % asiater, 0,22 % oceanier, 10,50 % från andra raser samt 19,83 % från två eller flera raser. 41,65 % av befolkningen var latinamerikaner.
Enligt en beräkning från 2019 var medianinkomsten per hushåll $74 130 och medianinkomsten för en familj var $75 554. Omkring 6,4 % av invånarna levde under fattigdomsgränsen.